# Andrena scutellaris
Andrena scutellaris är en biart som beskrevs av Morawitz 1880. Andrena scutellaris ingår i släktet sandbin, och familjen grävbin. Inga underarter finns listade i Catalogue of Life.